# Telothyria brevipennis
Telothyria brevipennis är en tvåvingeart som först beskrevs av Ignaz Rudolph Schiner 1868.  Telothyria brevipennis ingår i släktet Telothyria och familjen parasitflugor. Inga underarter finns listade i Catalogue of Life.